# Voghera
Voghera (lombardul Vughera) település Olaszországban, Lombardia régióban, Pavia megyében. Lakosainak száma 38 637 fő (2023. január 1.). Voghera Casei Gerola, Cervesina, Codevilla, Corana, Lungavilla, Montebello della Battaglia, Pancarana, Pizzale, Retorbido, Rivanazzano Terme, Silvano Pietra és Pontecurone községekkel határos.

## Népesség
A település lakossága az elmúlt években az alábbi módon változott:
| Lakosok száma | 39 427 | 39 354 | 38 637 |
|               | 2017   | 2018   | 2023   |